# HMS Royalist (1915)
El HMS Royalist fue un crucero ligero de la Clase Arethusa (1913), que navegó bajo la bandera de la Royal Navy.

## Construcción y botadura
Fue construido en los astilleros William Beardmore and Company, Reino Unido, y botado a la mar el 14 de enero de 1915. Entró en servicio en marzo de 1915.

## Historia operacional
Tras su entrada en servicio, en plena Guerra Mundial, fue asignado al 4º Escuadrón de Cruceros Ligeros de la Grand Fleet, y del 31 de mayo al 1 de junio de 1916, el Royalist tomó parte en la Batalla de Jutlandia.
Tras la batalla, en febrero de 1917, fue reasignado al 1.er Escuadrón de Cruceros Ligeros de la Grand Fleet.
El Royalist sobrevivió a la guerra y fue vendido para su desguace a la empresa Cashmore, de Newport, el 24 de agosto de 1922.

## Galería

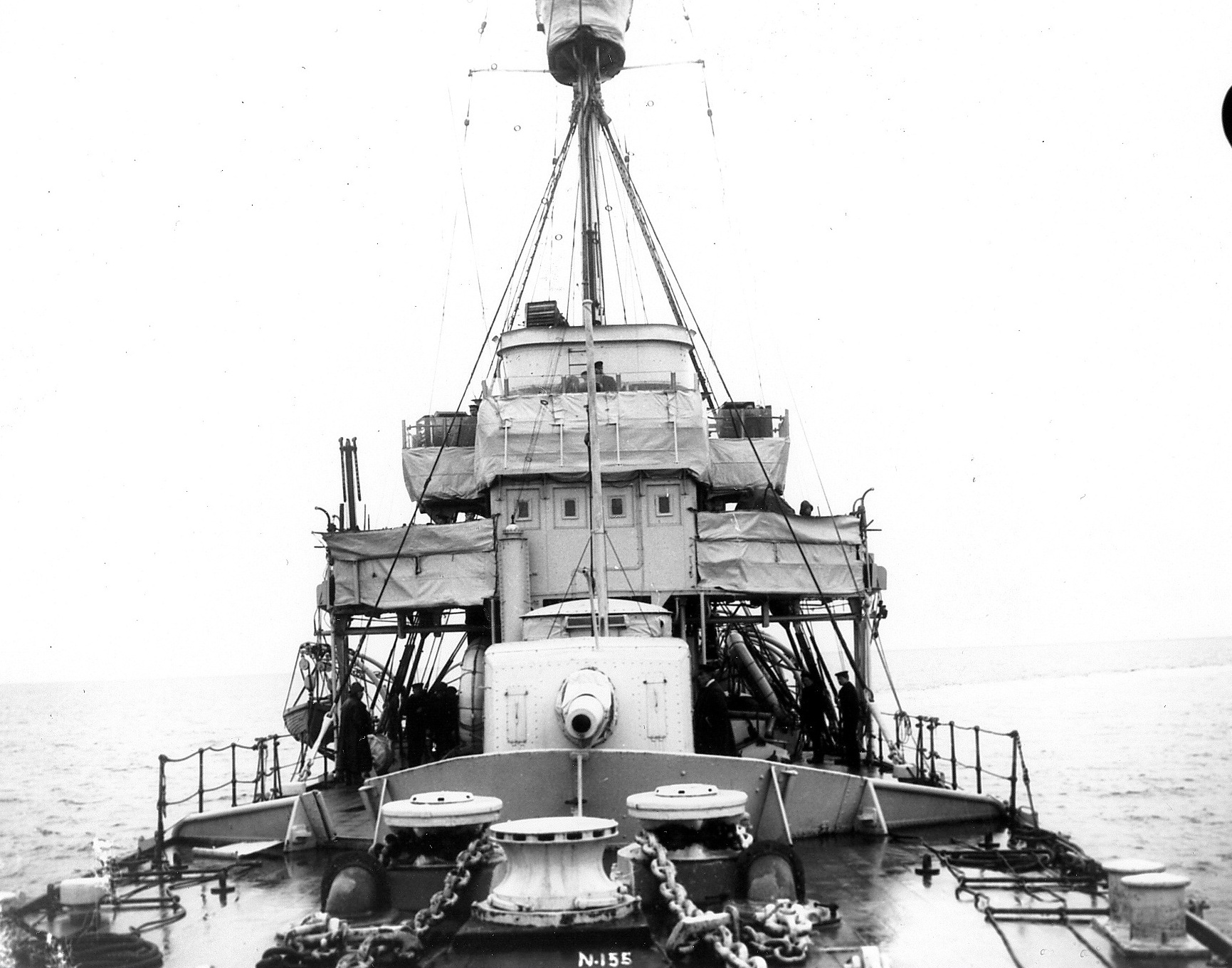
Vista de la artillería principal de proa y del puente de mando del HMS Royalist.
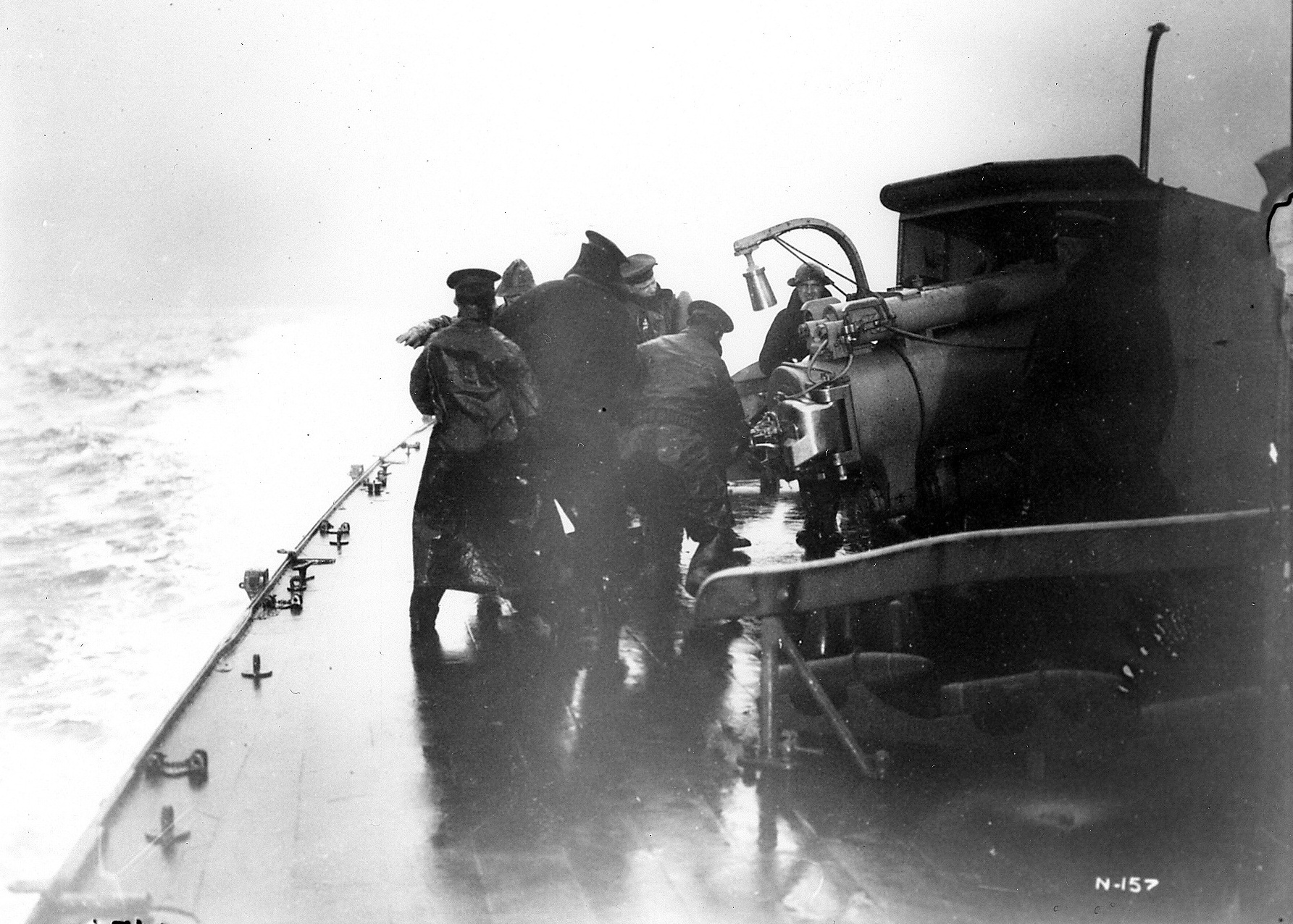
Tripulación del HMS Royalist realizando prácticas de tiro con una de las piezas de 152 mm.

### Buques de la clase
• HMS Arethusa
• HMS Aurora
• HMS Galatea 
• HMS Inconstant 
• HMS Penelope
• HMS Phaeton
• HMS Undaunted
- Datos: Q4346746
- Multimedia: HMS Royalist (ship, 1915) / Q4346746